# Jerseyville (Illinois)
Jerseyville es una ciudad ubicada en el condado de Jersey en el estado estadounidense de Illinois. En el Censo de 2010 tenía una población de 8465 habitantes y una densidad poblacional de 643,25 personas por km².

## Geografía
Jerseyville se encuentra ubicada en las coordenadas 39°7′4″N 90°19′37″O / 39.11778, -90.32694. Según la Oficina del Censo de los Estados Unidos, Jerseyville tiene una superficie total de 13.16 km², de la cual 13.16 km² corresponden a tierra firme y (0%) 0 km² es agua.

## Demografía
Según el censo de 2010, había 8465 personas residiendo en Jerseyville. La densidad de población era de 643,25 hab./km². De los 8465 habitantes, Jerseyville estaba compuesto por el 97.39% blancos, el 0.24% eran afroamericanos, el 0.21% eran amerindios, el 0.48% eran asiáticos, el 0.02% eran isleños del Pacífico, el 0.18% eran de otras razas y el 1.48% pertenecían a dos o más razas. Del total de la población el 1.05% eran hispanos o latinos de cualquier raza.